# RE J0317-853
RE J0317-853 es una enana blanca magnética extrema rica en hidrógeno que forma parte de un sistema binario estelar separado, la otra componente se conoce como LB 9802. Se encuentra a 96,358 años luz de la Tierra.
RE 0317 fue descubierta como una fuente de emisión ultravioleta por la cámara de campo amplio ROSAT. Es la enana blanca magnética (MWD) más caliente, masiva, y pequeña descubierta.

## Sistema
Es un sistema formado por dos enanas blancas variables. El acoplamiento gravitacional entre LB 9802 y RE J0317-853 se confirmó por observaciones de Spitzer que demostró la naturaleza del movimiento propio común del sistema. Se encuentran separados a 7′′ de arco de distancia lo que equivale a 210 UA y un período orbital de entre 2000 y 2100 años. y una masa total del sistema se sitúa entre 2,04 y 2,13 masas solares, lo que le daría a LB 9802 una masa comprendida entre 0,7 y 0,9 masas solares.

## Variabilidad y rotación
A través de fotometría de alta velocidad reveló que se trata de una estrella variable, y varía con un período de oscilación de 725,727 ± 0.001 s, por lo que recibió su denominación de variable CL Octantis. La explicación de estos resultados es debido a la rotación, lo que implica que debe girar más rápidamente que cualquier otra enana blanca conocida. La variación fotométrica debe ser causada por diferencias en el brillo en varias partes de su superficie. Estás variaciones de temperatura en pueden explicarse con variaciones en el campo magnético de la estrella, un campo magnético con dos intensidades de campo distintas, de ~ 200 MG y ~ 500 MG, en diferentes hemisferios, además de posee un campo eléctrico descubiertos gracias al ROSAT.

## Características
RE J0317-853 tiene una temperatura efectiva muy alta, comprendida entre 30.000 y 55.000 K. Además posee un campo magnético extremadamente fuerte de aproximadamente 170 a 660 MG, lo que implica que tiene uno de los campos magnéticos más fuertes detectados hasta ahora en una enana blanca. Posee una masa extremadamente alta de 1,32 M⊙, un radio inusualmente pequeño de 0,0035 R⊙ (Con ~4874 km, tan pequeño como el planeta Mercurio) y una Teff estimada 33800 K para una distancia de 27 pc.
RE J0317-853 es posiblemente la enana blanca magnética más masiva conocida, seguida por LHS 4033 con una masa en el rango de 1,31-1,34 M⊙ y PG 1658+441 con 1,31±0,02 M⊙
Para LB 9802 se determinó que se trata de una enana blanca con atmósfera de hidrógeno con una Teff  = 16030 K y log  g = 8,2.

## Formación
Se propuso que el escenario más probable para explicar la masa de RE 0317 es que sea el resultado de la fusión de dos enanas blancas de C/O lo que también explicaría su rápida rotación. Este escenario fue propuesto inicialmente para explicar la masa de otra enana blanca ultramasiva GD 50.
Para establecer la edad de LB 9802 se estableció el siguiente cuadro:
| V / mag | Masa / M ⊙  | t enfriamiento / Myr |
| 14,11   | 0,84 ± 0,05 | 279                  |
| 13,90   | 0,76 ± 0,05 | 223                  |

Donde V indica la magnitud absoluta, Masa indica el rango de masas que teóricamente puede tener y t enfriamiento indica la edad (en millones de años) que tiene la estrella desde que es enana blanca.
Después de diversos estudios se concluyó que la edad total de LB 9802 (desde su nacimiento cómo enana azul de la secuencia principal) es 410–450 Myr, al menos ~ 100 Myr mayor que el valor respectivo para RE J0317-853 (320–350 Myr) sin considerar el escenario de la fusión.
En el caso de la fusión para RE 0317 se ha investigado en detalle el tipo de evolución binaria que puede conducir a un sistema de estrellas degeneradas doble, ya que representa un canal para producir explosiones de supernovas tipo Ia. En este escenario, un sistema estelar binario que consta de dos estrellas de masa intermedia (5-9 M⊙) pasa por una o dos fases de envoltura común y evoluciona a un sistema de doble enana blanca. El sistema final de dos enanas blanca debe tener períodos orbitales entre 10 segundos y 10 horas, perderá momento angular a través de la radiación gravitacional y se fusionará en menos de un tiempo de Hubble. El proceso de fusión conduce a un producto central masivo con un disco kepleriano circundante. Dependiendo de la masa total del sistema, la temperatura en la envoltura y la acreción del producto de fusión, el sistema puede evolucionar a una supernova o por un colapso inducido por acreción a una estrella de neutrones. Cuando la masa total del sistema es insuficiente para crear la densidad y la temperatura para quemar carbono en condiciones degeneradas, el sistema terminará como una enana blanca ultramasiva.